# موقع تصوير فلم الهوبيت
موقع تصوير فيلم الهوبيت (بالإنجليزية: Hobbiton Movie Set) هو موقع مهمٌ استُخدم لتصوير كل من سيد الخواتم والهوبيت ويقع في مزرعة متوارثة عائلياً تبعد حوالي 8 كيلومتر عن غرب هينورا و10 كيلومتر عن الجنوب الغربي لمطماطة، في إقليم وايكاتو في نيوزيلندا. يعد الآن موقعاً سياحياً لعشاق الكاتب جون ر. تولكين حيث يقدم المرشدين جولات سياحية للموقع.

## تاريخ المنطقة ما قبل الفيلم
تشكلت طبقات الأرض في هذه المنطقة في العصر الجليدي الأخير وكان ذلك منذ تشكل هينورا، وهي مكونة من التربة الرسوبية والرمال والحصى  في الأصل هي منطقةٌ مليئة بالمستنقعات، وكان قد وُضع مشروع لتصريف المياه منها في القرن التاسع عشر للميلاد، وبذلك أصبحت تربتها خصبة صالحة للزراعة ومنطقة لتربية أحصنة السباق.
تعود ملكيتها البالغة من المساحة 1200 فدان (500 هيكتار) من الأراضي العشبية لعائلة الإسكندر التي انتقلت إليها عام 1978، ومنذ ذلك الوقت أصبحت مزرعة للمواشي تضم 13 ألف خروف، و300 من بقر أنغوس، كما يُعدّ لحم العجل ولحم الخروف والصوف من مصادر الدخل الأساسية للزراعة.

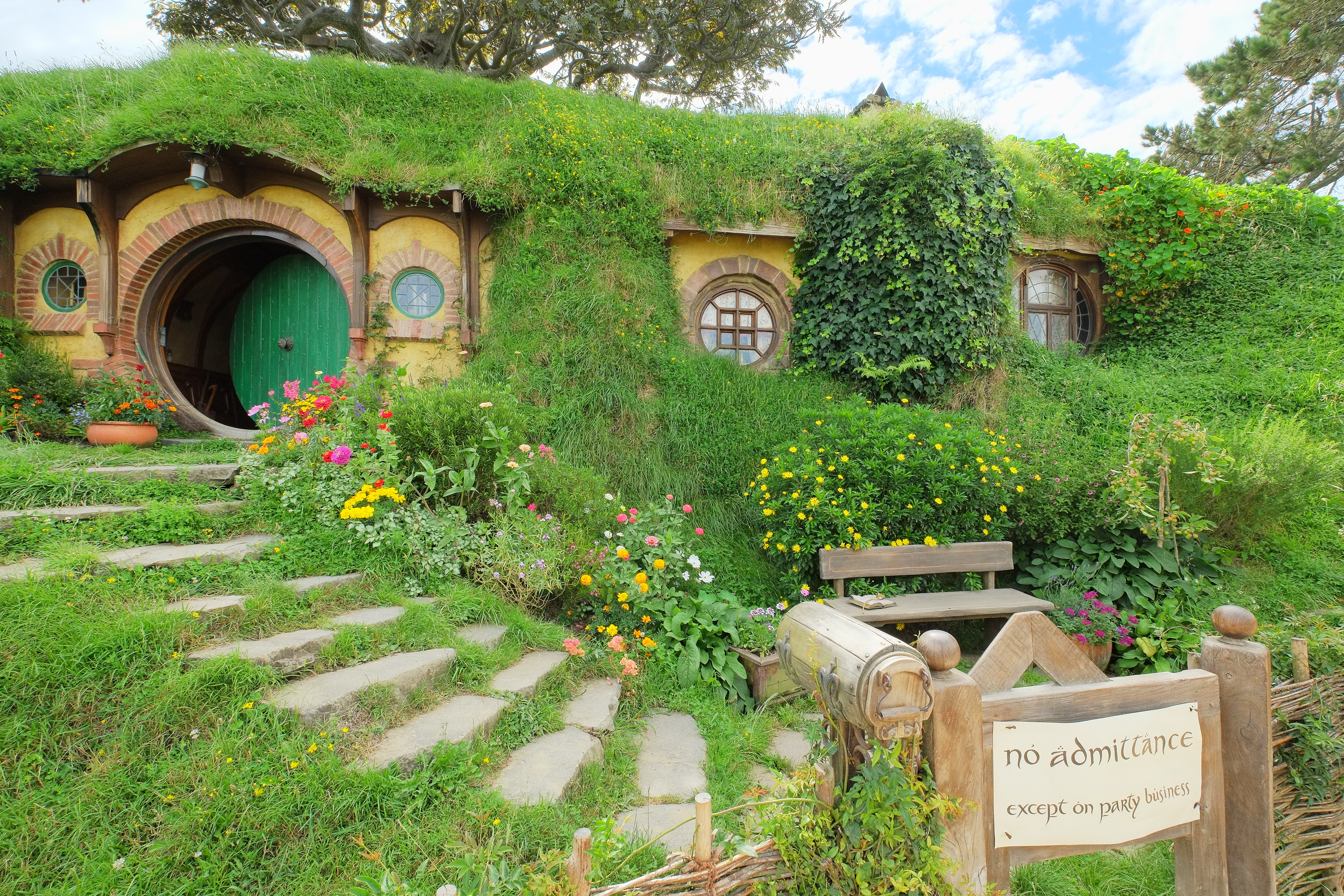
قال بيتر جاكسون واصفاً الموقع «شعرتُ وكأنه كما لو تمكنت من فتح الباب الدائريِّ الأخضر في في Bag End فإنني سأجد بيبلو بيغينز في الداخل.»

## سيد الخواتم
عندما بدأ بيتر جاكسون بالبحث عن موقع مناسب لسلسة أفلام سيد الخواتم، وجد مزرعة عائلة الإسكندر خلال بحثٍ جوي في 1998 علق واصفاً المنطقة بأنها «قطعة من إنكلترا القديمة». بينما علق ألان لي مخرج الموقع بأن هضاب هذه المنطقة تبدو «وكأنما شعب الهوبيت بدأ بحفرياته». ووجود بحيرة متفرعة لفرع طويل يشبه الذراع يمكن اعتماده كنهر.
في عام 1999 وبعد مفاوضات مثمرة مع مالكي المزرعة، بدأ العمل على تحويل جزء من المزرعة لمساكن للهوبيت وأجزاء من شاير استناداّ لرواية جون تولكين حيث جلب الجيش النيوزيلندي المعدات الثقيلة لإنشاء طريق بطول 1.5 كيلومتر يمر بالمنطقة ويتفرع من أقرب طريق محلي كما وضعوا حجر الأساس للبدء بالعمل على الموقع. تم العمل أيضاً على بناء واجهات ل37 حفرة للهوبيت مع حدائق جانبية، وأسيجة نباتية، ومطحنة، إضافةً إلى جسر ثنائي التقوس، وتم بعدها إقامة 26 طن من السنديان فوق شاير والتي كانت تنمو قرب مطماطة والتي تم قطعها فيما بعد وإعادة تشكيلها بحسب متطلبات الموقع بأوراق نبات صناعية. سُقفت الحانة والمطحنة بنبات الأسل الذي كان ينمو في المزرعة، كما تم تركيب المولدات الكهربائية وإيصال المياه وبناء المصارف الصحية والتي تم وضعها بالحسبان لتلبية حاجات فريق العمل المكون من 400 شخص إضافة للطاقم والزوار يومياً.
كتب جاكسون:«علمت أن مساكن الهوبيت يجب أن تكون دافئة، مريحة وقابلة للسكن لذلك فسحنا المجال للأعشاب بالنمو خلال الشقوق، وبدأنا بإنشاء الأسيجة النباتية والحدائق الصغيرة قبل سنة من الشروع بالتصوير حتى انتهى بنا المطاف بالحصول على مكان غاية في الواقعية وليس مجرد موقع تصوير.» بينما علق «لي» قائلاً:«إنّه لمن المُرضيّ رؤية هذا الموقع وقد اكتسب شيئاً ما من منظر ريف ديفونشاير الذي كنت أعيش فيه منذ الخمس والعشرين سنة المنصرمة.»

## الهوبيت
لم يتم بناء الموقع الأصلي حتى يدوم، حيث أن واجهات بيوت الهوبيت تم بناؤها من نشارة الخشب غير المعالج وتهدم البوليسترين وطبقات الخشب بعد التصوير. في 2010 تم إعادة بناء الموقع بطريقة أكثر ديمومة لتلائم تصوير فيلم الهوبيت: رحلة غير متوقعة، والذي بدأ في عام 2011. عندما تم ضم إيان ماكيلين من قِبل مارتن فريمان ليتابع دوره أشار غاندالف واصفاً الموقع بأنه: «يبدو بالضبط كمكان حيث عاش الناس وعملوا».

## مركز للزوار

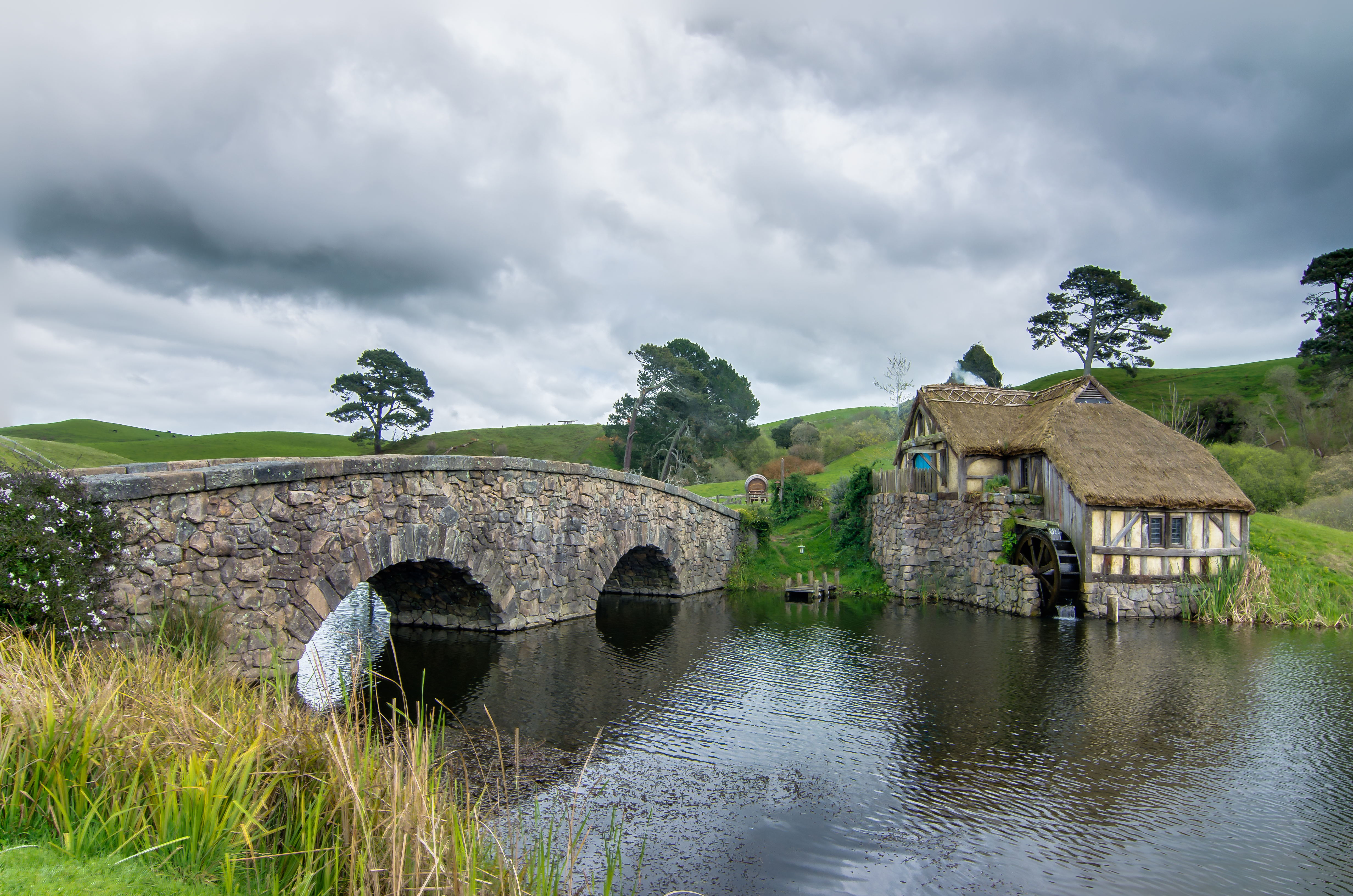
مطحنة الهوبيتون والجسر ثنائي القوس

بدأت الجولات لموقع التصوير البالغ مساحته 5.5 هكتار في عام 2002، ومازالت مستمرة يومياً، وتعد الرّحل -التي تستغرق ساعتين - شائعة جداً، وتحتاج إلى حجزٍ مسبق.
الأماكن الرئيسية للزيارة في هذه الرحلة هي باجشوت رو، ذا بارتي تري، وبيت بيبلو في باج إند، ويوجد حالياً 44 مسكن للهوبيت على مد البصر، وحتى مع أنه ليس من الممكن الدخول إلا لبضع منها، كون هيكلها الداخلي صغير، مصنوع من الحجارة. لم ينتهي العمل عليها بعد حيث تم تصوير الهيكل الداخلي باستيديو في ويلينغتون حيث تم بناء مساكن الهوبيت التي في الموقع استناداً على واحد من ثلاثة مقاييس مختلفة. تم بناء المساكن الأصغر بالحجم الطبيعي (نظراً لكون الهوبيت أصغر حجماً من الإنسان) وبالمقابل تم بناء بعضها الآخر استناداً لمقياس أكبر، وبالتالي حتى تجعل الممثلين الذين يلعبون دور الهوبيت يبدون أصغر حجماً وبعضها الآخر تم الاستناد في بنائه على مقياس (القزم) للمشاهد المتضمنة أقزاماً.
تتوفر المرطبات للزوار في أو بعد الرحلة في (مقهى واستراحة شاير) ويُقدم أيضاً الفطور والفطور المتأخر. في عام 2012 تم افتتاح نُزُل (التنين الأخضر) في الموقع «نسخة من شخصية التنين الأخضر الذي ظهر في كل من سيد الخواتم وثلاثية الهوبيت». أيضاً يُوجد متجر لبيع البضائع التجارية والتذكارات إضافة إلى الأمسيات التي تُقام في المقهى والتي بدأت عام 2014. تلقّت هذه الرحل تقييماً جيداً بالمجمل (والذي ليست محض مجاملة) حيث رحّب الوقع بالنصف مليون زائر في عام 2013.

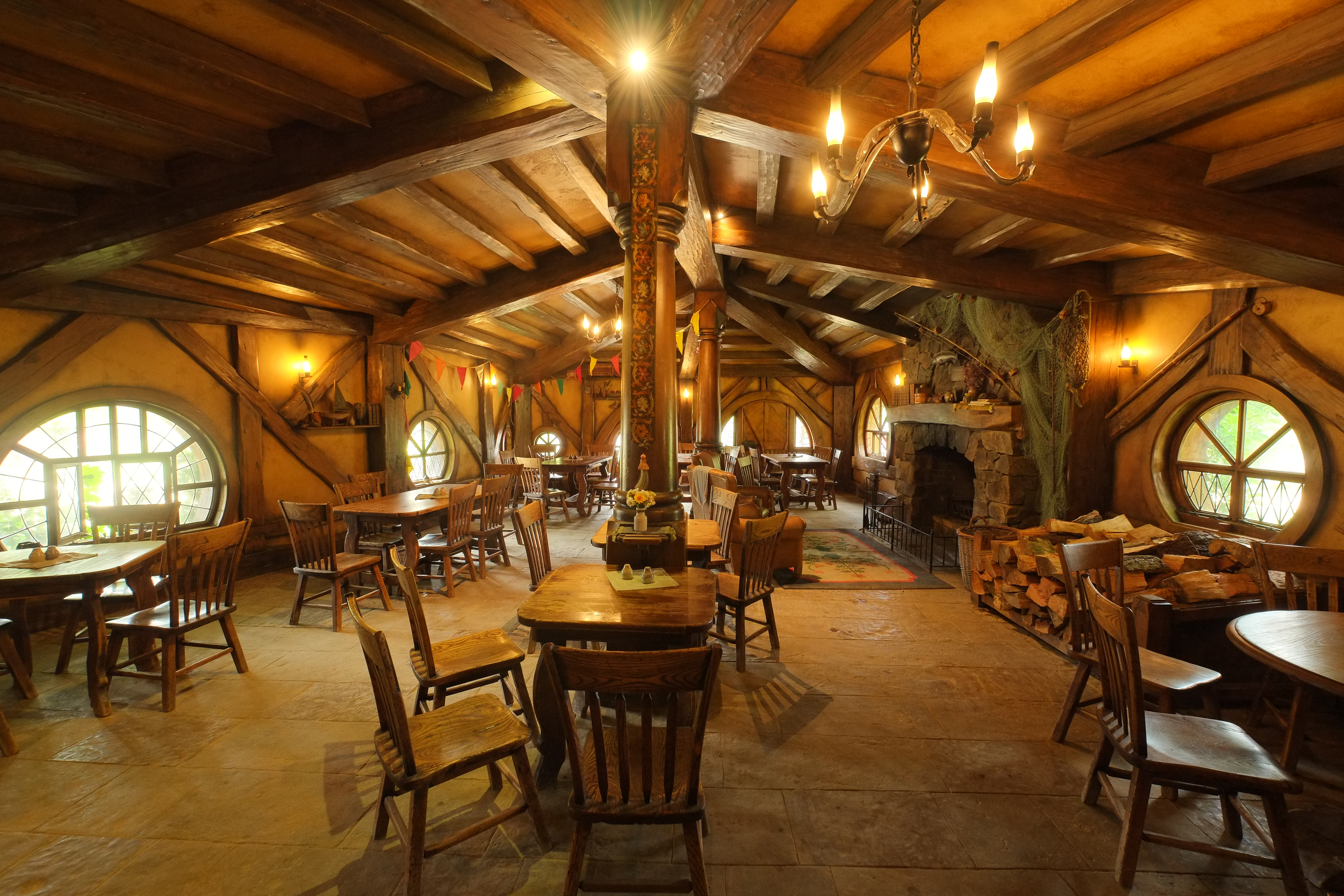
الهيكل الداخلي لنُزل التنين الأخضر